# Grécia nos Jogos Olímpicos de Verão de 1932
A Grécia participou dos  Jogos Olímpicos de Verão de 1932 em Los Angeles, nos Estados Unidos. Nesta edição o país não teve medalhistas.